# Die Rettungsflieger/Staffel 9
Die neunte Staffel der deutschen Notfall- und Rettungsserie Die Rettungsflieger feierte ihre Premiere am 16. März 2005 auf dem Sender ZDF. Das Finale wurde am 20. April 2005 gesendet.
Die ersten beiden Episoden der neunten Staffel wurden am mittwöchlichen Vorabend auf dem 19:25-Uhr- und 20:15-Uhr-Sendeplatz direkt hintereinander erstausgestrahlt. Die restlichen fünf Episoden wurden, wie auch schon in den vorherigen Staffeln üblich, auf dem mittwöchlichen 19:25-Uhr-Vorabend-Sendeplatz gezeigt. Seit der Einstellung der Fernsehserie im Jahr 2007 werden die Episoden regelmäßig im Nachmittagsprogramm von ZDF und Nachmittags- und Vorabendprogramm von ZDFneo wiederholt.

## Darsteller
| Rollenname       | Dienstgrad     | Beruf             | Schauspieler   |
| ---------------- | -------------- | ----------------- | -------------- |
| Jan Wollcke      | Hauptfeldwebel | Bordtechniker     | Oliver Hörner  |
| Sabine Petersen  | Oberstabsarzt  | Notärztin         | Marlene Marlow |
| Jens Blank       | Hauptmann      | Pilot             | Nicolas König  |
| Johannes Storkow | Oberfeldwebel  | Rettungsassistent | Patrick Wolff  |
| Heiko Gölden     | Oberfeldwebel  | Rettungsassistent | Bernhard Piesk |

## Episoden
| Nr. (ges.) | Nr. (St.) | Originaltitel         | Erstausstrahlung D | Regie           |
| --- | --------- | --------------------- | ------------------ | --------------- |
| 77 | 1         | Zerbrechlich          | 16. März 2005      | Thomas Nikel    |
| Die Rettungsflieger werden zu einem Einsatz in der Flussschifferkirche im Hamburger Hafen gerufen. Dort ist Pfarrer Winter zusammengebrochen, doch da seine Lebensgefährtin taubstumm ist, fällt es dem medizinischen Personal des SAR 71, Oberstabsarzt Dr. Sabine Petersen und Oberfeldwebel Johannes von Storkow, schwer, sich mit der Frau zu verständigen. Zur Überraschung des gesamten Teams kann Pilot Hauptmann Jens Blank, der die Gebärdensprache beherrscht, helfen und die optimale Behandlung des Pfarrers ermöglichen. Der nächste Einsatz führt die Crew zu einem jungen Mann mit Glasknochenkrankheit, der in einen Autounfall verwickelt ist und nun mit größter Vorsicht aus dem Auto befreit werden muss. Rettungsassistent Johannes von Storkow ist derweil verliebt und genießt sein Glück mit Reni, der Mutter von Bernd, ein Junge, den der Oberfeldwebel bei einem Einsatz kennengelernt hat. Doch die Pläne des Paares, zusammenzuziehen und eine gemeinsame Zukunft zu starten, finden ein jähes Ende, als die Besatzung des SAR 71 Bernd bei einem Einsatz von einem Fluchtlichtmasten des Millerntor-Stadion mit einer Seilwinde winschen muss und der Rettungsassistent erkennt, dass seine Lebensgefährtin Reni ihn belogen hat. Während diese sich hinter dem Rücken ihres Lebensgefährten erneut mit dem Vater von Bernd trifft und dabei ihren Sohn vernachlässigt, bedeutet für Johannes von Storkow einen massiven Vertrauensbruch. Trotzdem beschließt er, weiterhin für den kleinen Bernd da zu sein. |           |                       |                    |                 |
| 78 | 2         | Alte Kameraden        | 16. März 2005      | Thomas Nikel    |
| Der neue Kommodore Oberst Ralph Brandt, ein alter Freund von Hauptmann Jens Blank, tritt seinen Dienst an und startet gleich mal mit einer Überprüfung des Hubschraubers, der gerade vom Fliegerhorst Hohn zurückkommt und in dem Oberfeldwebel Johannes von Storkow ein Fahrrad für den Obergefreiten Homann transportiert. Der folgende Ärger ist vorprogrammiert und führt nach einer heftigen Auseinandersetzung zwischen dem Piloten und seinem Chef sogar dazu, dass dieser Jens Blank vom SAR 71 nehmen will. Währenddessen ist Dr. Sabine Petersen frisch verliebt. Als sie am Morgen bei der Bank war, lernte sie einen Mann kennen, der wenig später auch noch einen Handtaschenräuber verfolgt und diesen gefangen hat. Was die Notärztin nicht ahnt: Der Unbekannte ist der neue Kommodore. Das Team muss derweil einen Schleusenwärter, der von seinem Kollegen gemobbt wurde, und nun einen Magendurchbruch erlitten hat und die junge Tine, die von einem Bagger schwer verletzt wurde, versorgen und in die Klinik fliegen. Als es am Abend auf Drängen von Oberstarzt Dr. Kettwig zu einer Klärung des Sachverhaltes um das transportierte Fahrrad kommen soll, trifft auch Dr. Sabine Petersen auf Oberst Brandt und seinen überkorrekten Adjutanten Oberleutnant Deffke. Als sich das gesamte Team und schließlich auch Oberstarzt Dr. Norbert Kettwig hinter den Piloten stellt, legt der Oberst die Angelegenheit zu den Akten. Nur Oberleutnant Deffke scheint mit dieser Entscheidung nicht zufrieden.               |           |                       |                    |                 |
| 79 | 3         | Für die Liebe         | 23. März 2005      | Thomas Nikel    |
| Dr. Sabine Petersen erhält wiederholt Blumensträuße von einem Unbekannten, doch die Notärztin des SAR 71 hat eine Ahnung: Ihr Verehrer ist Oberst Ralph Brandt. Währenddessen muss die Rettungsflieger-Crew die Rollerbladerin Steffi versorgen und in die Klinik, doch kurz vor dem Abflug springt der Hund des Mädchens in den Hubschrauber. Als im Rettungszentrum erneut der Kommodore auf die Retter wartet, droht deswegen der nächste Ärger, allerdings ist der neue Chef der Flugpersonals so gar nicht verärgert. Was niemand von der Besatzung ahnt, ist, dass sich der Oberst in die Notärztin verliebt hat. Am Abend machen Jens Blank, Jan Wollcke und Johannes von Storkow einen Männerabend und Sabine Petersen offenbart ihrer besten Freundin Madeleine Descartes ihre neue Liebe. Am nächsten Tag wird das Team dann zu der schwangeren Geigerin Sandra gerufen, die auf Drängen ihrer Mutter ihr Baby, welches auf einer Konzertreise in Brasilien gezeugt wurde, zur Adoption freigeben, doch es kommt anders und der Fall soll die Rettungsflieger noch einmal beschäftigen, denn Sandra und Pablo, der Vater des Kindes fliehen mit dem Kind und geraten dabei in Lebensgefahr. Gastdarsteller: Gunda Ebert als Miriam, Miriam Morgenstern als Sandra, Manuel Cortez als Pablo, Sarina Buhr als Steffi, Joey Cordevin als Renate, Claudia Renner als Paula, Pascal Lalo als Valentin, Katrin Kluge als Frau Poll, C.D. Schulz als Polizist                                                                            |           |                       |                    |                 |
| 80 | 4         | Fahrerflucht          | 30. März 2005      | Walter Feistle  |
| Johannes von Storkow verabschiedet sich von einem One-Night-Stand an der Bushaltestelle und unterhält sich wenig später mit Miriam, einem jungen Mädchen, und dem Rentner Herr Weber im Bus über die Liebe als es plötzlich zu einem schweren Unfall kommt. Der Rettungsassistent muss seine Kollegen vom SAR 71 verständigen, die gerade den Besuch vom Bundeswehrzentralkrankenhaus Koblenz empfangen und nun zum Einsatz aufbrechen müssen, doch ihnen fehlt ein Rettungsassistent. Oberfeldwebel Heiko Gölden springt ein und unterstützt die Crew beim folgenden Einsatz. Am Einsatzort angekommen zeigt sich ein schreckliches Bild, denn es herrscht das pure Chaos. Das junge Mädchen muss mit einer Leberruptur in das Bundeswehrkrankenhaus geflogen werden. Vor Ort eilt plötzlich Madeleine Descartes zum Rettungshubschrauber und berichtet ihrem Lebensgefährten Jan Wollcke von einem schrecklichen Autounfall seines Sohnes mit der Mutter, Ex-Ehefrau Iris, die ihren Verletzungen erlegen ist. Während das gesamte Team fassungslos über diese Nachricht ist, erfahren sie im BWK auch noch, dass Rentner Weber den Unfallfolgen erlegen ist. Doch ein Gespräch von Dr. Sabine Petersen mit der Ehefrau des Rentners bewegt die Notärztin zu tiefst. Als das Team, nun wieder mit Rettungsassistent Oberfeldwebel Johannes von Storkow, wenig später zum Verursacher des Busunfalles vom Morgen gerufen werden, müssen sie schnell reagieren und das Leben des jungen Mannes retten.                                      |           |                       |                    |                 |
| 81 | 5         | Lügen und Geheimnisse | 6. Apr. 2005       | Walter Feistle  |
| Während Notärztin Oberstabsarzt Dr. Sabine Petersen ihren Kollegen von der Beziehung zu Oberst Ralph Brandt erzählen möchte wird das Team zu einem Ladendieb, der bei einer Flucht von einer Fußgängerbrücke gestürzt ist, gerufen. Der Mann wollte ein Parfüm für seine Freundin stehlen und wurde vom Ladendetektiv erwischt. Der nächste Einsatz führt die Crew zu einer Gasexplosion: In einem Wohnwagen wollte das homosexuelle Paar Ulrike und Wiebke ein Wochenende verbringen. Doch statt zwei Personen finden die Retter nur Wiebke, welche schwer verletzt wurde, und das Asthma-Spray von Ulrike, doch weil diese auch verletzt sein könnte müssen die Rettungsflieger zu einem „Search and Rescue“-Einsatz aufbrechen. Als Dr. Petersen ihrer Crew dann am Abend von ihrer neuen Liebe berichtet sind die Reaktionen sehr unterschiedlich: Während Jens Blank entsetzt ist, zeigt sich Jan Wollcke, der nach dem Tod seiner Ex-Ehefrau Probleme mit seinem Sohn Richie hat, unbeeindruckt und Johannes von Storkow gratuliert seiner Kollegin. |           |                       |                    |                 |
| 82 | 6         | Grüße nach Singapur   | 13. Apr. 2005      | Gero Weinreuter |
| Das Team wird nach Steilshoop gerufen. Dort wurde der Comic-Zeichner Jürgen nach einem Einkauf von einem Auto angefahren und schwer verletzt. Da der Mann keine Papiere bei sich hatte, aber vor seiner Bewusstlosigkeit gegenüber der Polizei noch den Namen „Kira“ erwähnte glaubt Pilot Hauptmann Jens Blank an ein Kind, welches auf den Mann wartet und informiert die Polizei. Sie soll alles Mögliche über den Mann herausfinden und das Mädchen finden. |           |                       |                    |                 |
| 83 | 7         | Sternzeichen          | 20. Apr. 2005      | Gero Weinreuter |
| Die Rettungsflieger versorgen eine Wahrsagerin, welche in das Bundeswehrkrankenhaus geflogen werden muss und im Schockraum noch Weisheiten von sich gibt. Sie prophezeit der Rettungsfliegerstaffel einen Tag voll Leid und Schmerz, und rät Rettungsassistent Johannes von Storkow seine Entscheidungen gut zu überdenken. Da dieser gerade seiner Lebensgefährtin einen Heiratsantrag machen möchte kommt er doch sehr stark ins Grübeln und es kommt anders als er vermutet hat, denn seine Tatjana gesteht ihm, dass sie noch verheiratet ist. |           |                       |                    |                 |

## DVD-Veröffentlichung
Die DVD mit den Episoden der neunten Staffel erschien am 30. Oktober 2009.
Eine DVD-Box mit allen elf Staffeln der Rettungsflieger und dem Pilotfilm Vier Freunde im Einsatz erschien am 24. August 2012.